# Riccardo Del Turco
Riccardo Del Turco (Firenze, 7 settembre 1939) è un cantautore, musicista, produttore discografico, attore ed editore musicale italiano.
Ha vinto con la canzone Luglio Un disco per l'estate 1968 e la Mostra internazionale di musica leggera, e con Uno tranquillo il Festival mundial del lago Maracaibo in Venezuela; inoltre ha partecipato a tre edizioni del Festival di Sanremo.
Come autore ha scritto canzoni per Mina, Patty Pravo, Riccardo Fogli, i Camaleonti, Jimmy Fontana, Ornella Vanoni, i Dik Dik.
Riccardo Del Turco è coautore (con il cognato Sergio Endrigo) della musica di Nelle mie notti, usata poi da Luis Bacalov, nel 1994, per la colonna sonora del film Il postino, attribuendosene la paternità. La causa per ottenere i diritti relativi al brano (che, nel frattempo, ha vinto l'Oscar alla migliore colonna sonora) si è conclusa nel settembre del 2013 con il riconoscimento da parte di Bacalov della paternità musicale del brano a Endrigo, Del Turco e al paroliere Paolo Margheri.

## Biografia

### Gli inizi
Comincia la carriera nel 1955, formando un quartetto con altri musicisti, i Diabolici, con i quali l'anno successivo partecipa al programma televisivo Primo applauso.
Nel 1957 entra, a soli diciott'anni, come cantante nell'orchestra di Riccardo Rauchi, in cui conosce Sergio Endrigo (che in seguito diventerà suo cognato, poiché Del Turco sposerà Donella, sorella di Lula, che è la moglie del cantautore istriano) e con cui realizza le prime incisioni (tra cui, nel 1960, Non sembra vero).
Debutta come solista incidendo alcuni 45 giri per la RCA Italiana, di cui il primo, nel 1962, è Le cose che non ci diciamo (con testo di Endrigo), e nel 1964 partecipa a Un disco per l'estate con Dimmi se vuoi; nello stesso anno incide M'hanno detto che, scritta insieme ad Endrigo e a Gianni Meccia.
Nel 1965 incide Parla di te, canzone scritta insieme a Gino Paoli e in predicato di partecipare al Festival di Sanremo ma il progetto sfuma per il ritiro dalla competizione di tutti i cantanti dell'RCA Italiana, a seguito di divergenze con l'organizzatore Gianni Ravera.

### Il successo
Passa poi alla CGD e nel 1966 ottiene il suo primo grande successo con Figlio unico, cover di Trem das Onze del cantante brasiliano paulista Adoniran Barbosa (ovvero João Giovanni Rubinato), che resta tra i primi dieci in classifica per sei settimane; integrato dalle classifiche settimanali di Sorrisi e canzoni e Giovani e da quelle mensili di Musica e dischi; di questa canzone nel 1985 Renzo Arbore farà una cover, inserita nell'album relativo alla trasmissione televisiva Quelli della notte.
A questo successo fanno seguito l'anno successivo Uno tranquillo, con cui partecipa a Un disco per l'estate 1967, arrivando fino alla finale (in questa canzone collabora come chitarrista Enrico Ciacci, e come gruppo vocale I Players), e L'importante è la rosa, cover di un brano di Gilbert Bécaud.

Pino Donaggio, Riccardo Del Turco e Dori Ghezzi nel 1968

Nel 1968 vince Un disco per l'estate con il suo più grande successo, Luglio: il 45 giri che la contiene rimane in classifica tra i primi dieci per quindici settimane, restando al primo posto la settimana del 10 luglio, lasciando la posizione d'onore a Delilah di Tom Jones, e ritornando in testa per altre tre settimane dal 24 luglio al 3 agosto aggiudicandosi così anche la Gondola d'oro alla Mostra Internazionale di Musica Leggera di Venezia nello stesso anno (ma ricevendo il premio, come di consueto, l'anno successivo, poiché calcolato in base ai dati di vendita del 45 giri).

Riccardo Del Turco nel 1969 riceve il premio Gondola d'oro 1969 per la canzone Luglio

L'anno dopo è al Festival di Sanremo con Cosa hai messo nel caffè?, cantata in abbinamento con Antoine; nello stesso anno esce il suo primo LP, intitolato Riccardo Del Turco.
Partecipa a Un disco per l'estate 1971 con La cicala ed a Un disco per l'estate 1972 con Uno, nessuno.
Sempre nel 1972 il 14 novembre partecipa in Venezuela al Festival mundial del lago Maracaibo aggiudicandosi il primo premio con la canzone Uno tranquillo.

Riccardo Del Turco al Festival Mundial del lago Maracaibo nel 1972

Riccardo Del Turco al Festival Mundial del lago Maracaibo nel 1972 riceve il primo premio per la canzone Uno Tranquillo

### Il ritiro dalle scene e il ritorno
Negli anni settanta apre un bar nel centro di Firenze, continuando però a incidere passando alla RCA Italiana, tra l'altro un 45 giri nel 1976 con lo pseudonimo Pitti Coffee (mentre sull'etichetta, come autore, userà il nome Richard Turkey).

Nello stesso anno incontra Magda, a Firenze al "Caffè" di Piazza Pitti, con la quale è attualmente sposato.

Riccardo Del Turco con Magda a Firenze

Ritorna poi al Festival del 1982 con Non voglio ali che riporta del Turco in classifica (anche se nelle posizioni basse visto che la massima posizione raggiunta sarà la 43, per sette settimane) e, dopo il cambio di casa discografica, a quello del 1984 con Serena alienazione, brano intenso e raffinato che ottiene buoni consensi.
Sempre negli anni ottanta dà vita, con i colleghi Jimmy Fontana, Nico Fidenco e Gianni Meccia ad un supergruppo, I Super 4, riproponendo i successi dei quattro cantautori con arrangiamenti moderni. Iniziano così a girare il mondo in tournée, partecipando a spettacoli televisivi, tra cui nel 1986 GB Show di Gino Bramieri e il corpo di ballo Les Bluebells. Nel 1988 e nel 1989 partecipa con i I Super 4 a Domenica In ogni domenica, per due anni consecutivi.

Riccardo Del Turco con il corpo di ballo di Domenica In

Nel 1989 ha partecipato agli show di Canale 5 C'era una volta il festival con Cosa hai messo nel caffè? e Una rotonda sul mare con Luglio. L'anno successivo torna in gara alla seconda edizione di Una rotonda sul mare con Figlio unico.
Nei primi anni '90 comincia quasi per gioco a fare il Talent Scout, portando nel 1994 a Sanremo Giovani Enrico Pesciullesi con la canzone E ti penso, e Silvia Querci Io ti amerò di più.
Nel 1991 ha vinto il Premio Il Fiore per l'eccellenza artistica nello spettacolo, ricevendo la Stella d'argento.
Nel 1993 è autore, con Beppe Dati e Giancarlo Bigazzi, di Come passa il tempo, con cui i Camaleonti, i Dik Dik e Maurizio Vandelli partecipano al Festival di Sanremo 1993.
Nel 1993, 1994 e nel 1998 con grande successo e un numeroso pubblico partecipa, insieme a I Super 4 e la Compagnia Attori e Tecnici, al musical La Voglia matta con la regia di Attilio Corsini tenutosi a Roma Caracalla presso il Parco San Sebastiano.
Nel 1998 a Sanremo Giovani porta Boris con Knock Down, cover di Baby Face, e nel 1999 al Festival presentato ancora da Fazio e dalla Casta, introdotto da Ricky Martin Boris si ripresenta con Little Darling di Riccardo Del Turco.
Nel 2006 Figlio unico viene inserita nella colonna sonora del film Mi fido di te di Massimo Venier.
Nel 2009 ha riproposto la sua Luglio nel corso del programma televisivo Ciak... si canta!, in cui vecchie canzoni italiane e straniere gareggiano nella moderna veste di videoclip. Nel 2010 torna a partecipare alla trasmissione, questa volta proponendo Figlio Unico.
Nel 2018 Andrea Bocelli incide nel suo album Sì la canzone Vivo, scritta da Del Turco.

Riccardo Del Turco nella sua vigna con alcuni suoi amici

## Discografia

### Album in studio
- 1969 - Riccardo Del Turco
- 1971 - Riccardo Del Turco
- 1973 - Tanto non vinco mai

### Singoli
- 1960 - Non sembra vero/L'amore
- 1962 - Le cose che non ci diciamo/La nostra casa
- 1964 - M'hanno detto che/Dimmi se vuoi
- 1964 - Parla di te/Non chiudere la porta
- 1966 - Figlio unico/Quanto amore
- 1967 - Uno tranquillo/Allora hai vinto tu
- 1967 - L'importante è la rosa/Se è scritto nel cielo
- 1968 - Luglio/Il temporale
- 1969 - Cosa hai messo nel caffè?/Commedia
- 1969 - Il compleanno/Geloso
- 1970 - Due biglietti perché/Se non hai pensato
- 1970 - Babilonia/Non ti voglio amare
- 1971 - La cicala/Nel giardino dietro casa
- 1972 - Uno, nessuno/La domenica ti penso di più
- 1972 - Uno de tantos/La cigarra
- 1973 - Tanto io non vinco mai/L'appartamento
- 1973 - Tanto io non vinco mai/La musica sta arrivando
- 1974 - Caminando, caminando/La vida va
- 1976 - The Summer Of Mary Ann/Ramona
- 1979 - Winter Flower/Sette e ventinove
- 1982 - Non voglio ali/Noi due
- 1984 - Serena alienazione/Spazio profondo

## Canzoni scritte per altri interpreti
- 1971 - Mina-Mi fai sentire così strana - 3:30 (Orchestra GP Reverberi - Bruno Lauzi - Riccardo Del Turco)
- 1972 - Riccardo Fogli-Una volta di più - 4:16 (Riccardo Del Turco)
- 1976 - Patty Pravo-Tanto - 3:28 (Alessandro Bencini - Riccardo Del Turco)
- 1975 - Patty Pravo-Io grande io piccola - 4:04 (Sergio Bardotti - Sergepy - Riccardo Bianchi - Riccardo Del Turco)
- 1975 - Patty Pravo-Eppure è amore - 3:38 (Vistarini - Rodolfo Bianchi - Riccardo Del Turco)
- 1976 - Sergio Endrigo-Nelle mie notti - 3:16 - (Paolo Margheri - Riccardo Del Turco)
- 1977 - Ornella Vanoni-Stasera ci credo - 3:51 - (Alessandro Bencini - Riccardo Del Turco)
- 1980 - Antonietta Chelli-Sono come sono - 3:04 (musica a testo di Riccardo del Turco)
- 1999 - Boris-Stelle e Catrame - 4:24 - (Riccardo Del Turco Autore, Produttore, Editore)
- 2007 - Jimmy Fontana - Tagliando il tempo - 3:33 (Riccardo Del Turco)(Teatro Vittoria)
- 2018 - Andrea Bocelli - Vivo - 4:22 (Riccardo Del Turco)

## Editore
- Mia Martini - Lacrime
- Mia Martini - Versilia
- Boris - Little Darling
- Boris - Stelle e Catrame
- Dik Dik, I Camaleonti e Maurizio Vandelli - Come passa il tempo (4:30), presentata al Festival di Sanremo del 1993

## Filmografia
- 1967 - Io non protesto, io amo, regia di Ferdinando Baldi
- 1968 - Il professor Matusa e i suoi hippies, regia di Luigi de Maria
- 1983 - Sapore di mare, regia di Carlo Vanzina
- 2001 - Mari del sud, regia di Marcello Cesena
- 2006 - Mi fido di te, regia di Massimo Venier